# Пепи, Люси, Бом и остальные девушки
«Пепи, Люси, Бом и другие девушки» (исп. Pepi, Luci, Bom y otras chicas del montón) — первый полнометражный фильм Педро Альмодовара. Рассказывает о «богемной жизни» трёх девушек, одна из которых выращивает дома коноплю, вторая — лесбиянка, а третья — мазохистка.

## Сюжет
На балконе своей квартиры Пепи выращивает коноплю. Полицейский, живущий напротив, заявляется к ней по этому поводу и в результате насилует девушку. Пепи, планировавшая подороже продать свою невинность, поручает отомстить за себя своим друзьям-панкам из группы «Бомитони», пообещав отдать им все свои посадки конопли. Однако, под мелодию сарсуэлы они избивают не полицейского, а его брата-близнеца Хуана. Хуан после этого уезжает из города. Неотомщённая Пепи знакомится с женой полицейского Люси, которая оказывается мазохисткой. Пепи знакомит Люси с юной солисткой «Бомитони» по имени Бом. Люси недовольна тем, что её муж полицейский не оправдал её надежд, не бьет и не унижает её. Люси уходит от мужа к Бом и становится преданной фанаткой группы. Втроём девушки погружаются в ночную жизнь Мадрида. Пепи, которую отец отказался содержать, вынуждена искать работу и создаёт рекламное агентство, выпускающее ролики несуществующих товаров. Пепи также сочиняет сценарий фильма о своих подружках-лесбиянках. Муж Люси не оставляет надежд вернуть её в семью и однажды жестоко избивает Люси (с её согласия) на выходе из дискотеки. Пепи и Бом навещают Люси в больнице и понимают, что потеряли подругу, которая решила вернуться к мужу-тирану. Бом расстроена, но Пепи утешает её, предложив переселиться к себе.

## В ролях
- Кармен Маура — Пепи
- Ольвидо Гара — Бом
- Эва Сиво — Люси
- Феликс Ротета — полицейский (муж Люси)
- Сесилия Рот — девушка из рекламных роликов
- Чус Лампреаве
- Кити Манвер — «приличная» девушка — модель и певица